# Nikolaas Tinbergen
Nikolaas „Niko” Tinbergen (ur. 15 kwietnia 1907 w Hadze, zm. 21 grudnia 1988 w Oksfordzie) – holenderski etolog i ornitolog. Laureat Nagrody Nobla z dziedziny fizjologii lub medycyny (wraz z Karlem von Frischem i Konradem Lorenzem) w 1973 roku za odkrycia dotyczące etologii społeczeństw zwierzęcych.

## Życiorys
Wykładowca Uniwersytetu Oksfordzkiego. Twórca etologii jako osobnej dziedziny mającej znaczenie dla psychologii człowieka i socjologii. Badał mewy, cierniki i grzebacze; odkrył, że zachowanie większości zwierząt jest wrodzone i stereotypowe.
Był członkiem Królewskiej Holenderskiej Akademii Sztuk i Nauk.
Jego starszy brat Jan był pierwszym laureatem Nagrody Banku Szwecji w dziedzinie ekonomii im. Alfreda Nobla.

## Publikacje (wybór)
Zakres pracy naukowej charakteryzuje wykaz publikacji, opracowany przez Hansa Kruuka:
- Het Vogeleiland [Bird island]. Laren, Netherlands: A. G. Schoonderbeek, 1930 (wsp. G. van Beusekom, F.P.J. Kooymans, M. G. Rutten),
- Zur Paarungsbiologie der Flussseeschwalbe (Sterna h. hirundo L.) [On the biology of reproduction in the common tern]. Ardea 20 (1931): 1–18,
- Über die Orientierung des Bienenwolfes (Philanthus triangulum Fabr) [On the orientation of the bee wolf]. Zeitschrift für vergleichende Physiologie 16 (1932): 305–334,
- Eskimoland. Rotterdam: D. van Sijn & Zonen, 1935,
- Field Observations of East Greenland Birds. I. The Behaviour of the Red-Necked Phalarope (Phalaropus lobatus L.) in Spring. Ardea 24 (1935): 1–42.
- The Function of Sexual Fighting in Birds, and the Problem of the Origin of ‘Territory.’ Bird Banding 7 (1936): 1–8,
- Taxis und Instinkthandlung in der Eirollbewegung der Graugans, I [Taxis and instinctive movement in the egg-rolling of the greylag goose]. Zeitschrift für Tierpsychologie 2 (1938): 1–29 (wsp. Konrad Lorenz),
- The Behavior of the Snow Bunting in Spring. Transactions of the Linnaean Society of New York 5. New York, 1939,
- Die Übersprungbewegung [Displacement activities]. Zeitschrift für Tierpsychologie 4 (1940): 1–40,
- Ethologische Beobachtungen am Samtfalter, Satyrus semele L. [Ethological observations on the grayling butterfly]. Journal für Ornithologie 89 (1941): 132–144,
- An Objectivistic Study of the Innate Behaviour of Animals. Bibliotheca Biotheoretica 1 (1942): 39–98,
- Inleiding tot de diersociologie [Introduction to animal sociology]. Gorinchem, Netherlands: Noorduijn, 1946,
- Kleew: The Story of a Gull. New York: Oxford University Press, 1947,
- De Natuur is sterker dan de leer, of de lof van het veldwerk [Nature is stronger than nurture: In praise of fieldwork]. Leiden: Luctor et Emergo, 1947. Leiden University inaugural lecture, 25 April 1947,
- The Hierarchical Organisation of Nervous Mechanisms Underlying Instinctive Behaviour. Symposia of the Society for Experimental Biology 4 (1950): 305–312,
- On the Stimulus Situation Releasing the Begging Response in the Newly-Hatched Herring Gull Chick (Larus argentatus argentatus Pont). Behaviour 3 (1950): 1–39 (wsp. A.C. Perdeck),
- The Study of Instinct. Oxford: Clarendon Press, 1951,
- The Curious Behavior of the Stickleback. Scientific American 193 (December 1952): 22–26,
- ‘Derived’ Activities: Their Causation, Biological Significance, Origin and Emancipation during Evolution. Quarterly Review of Biology 27 (1952): 1–32,
- On the Significance of Territory in the Herring Gull. Ibis 94 (1952): 158–159,
- A Note on the Origin and Evolution of Threat Display. Ibis 94 (1952): 160–162,
- The Herring Gull’s World. London: Collins, 1953,
- Social Behaviour in Animals. London: Methuen, 1953,
- Bird Life. London: Oxford University Press, 1954,
- The Tale of John Stickle. London: Methuen, 1954,
- On the Functions of Territory in Gulls. Ibis 98 (1956): 401–411,
- Curious Naturalists. London: Country Life, 1958,
- Comparative Studies of the Behaviour of Gulls (Laridae): A Progress Report. Behaviour 15 (1959): 1–70,
- Egg Shell Removal by the Black-Headed Gull, Larus ridibundus L.: A Behaviour Component of Camouflage. Behaviour 19 (1962): 74–117 (wsp. G. J. Broekhuysen, F. Feekes, J. C. W. Houghton, et al.),
- On Aims and Methods of Ethology. Zeitschrift für Tierpsychologie 20 (1963): 410–433. Facsimile reprinted in Animal Biology 55, no. 4 (2005): 297–321,
- Animal Behavior. Life Nature Library. New York: Time Incorporated, 1965,
- Tracks. Oxford: Clarendon Press, 1967 (wsp. Eric A. Ennion),
- On War and Peace in Animals and Man. Science 160 (1968): 1411–1418,
- Signals for Survival. Oxford: Clarendon Press, 1970(wsp. Hugh Falkus, Eric A. Ennion),
- The Animal in Its World: Explorations of an Ethologist, 1932–1972, vol. 1, Field Studies. London: George Allen & Unwin, 1972,
- The Animal in Its World: Explorations of an Ethologist, 1932–1972, vol. 2. Laboratory Experiments and General Papers. London: George Allen & Unwin, 1972,
- The Croonian Lecture, 1972: Functional Ethology and the Human Sciences. Proceedings of the Royal Society of London, Series B, Biological Sciences 182 (1972): 385–410,
- Early Childhood Autism: An Ethological Approach. Advances in Ethology, supplements to Journal of Comparative Ethology (Zeitschrift für Tierpsychologie) 10. Berlin: P. Parey, 1972 (wsp. Elisabeth A. Tinbergen),
- Ethology and Stress Diseases w: Les Prix Nobel en 1973. Stockholm: Norstedt, 1974, and Science 185 (1974): 20–27. Nobel Lecture[4]
- „Autistic” Children: New Hope for a Cure. London: Allen and Unwin, 1983 (wsp. Elisabeth A. Tinbergen),
- Watching and Wondering w: Studying Animal Behavior: Autobiographies of the Founders, edited by Donald A. Dewsbury. Chicago: University of Chicago Press, 1989